# 蚵殼港昭靈宮
24°56′33″N 121°00′03″E / 24.942432°N 121.000712°E
蚵殼港昭靈宮，是位於臺灣桃園市新屋區蚵間里的王爺廟，主祀七夫人媽。

## 建立緣由
蚵殼港昭靈宮為1979年興建，1993年間全部完竣。廟位在台15線60.5公里處，占地幅員廣闊，廟址為新屋區蚵間里28-7號。廟名取作「昭靈宮」之因，乃得名自光緒年間輪值主辦送王船的泉州府廟宇之名。
其建立緣由是之前蚵間的旅外鄉親出資出力重建新屋福興宮時，意見不一，造成信徒分裂，而另建此廟。據外傳信徒分裂原因之一，是過去村長選舉時所造成的恩怨。兩廟信徒的政治派系並不同，昭靈宮總幹事兼總務許滿村曾言，該廟事務不少都是許姓，早年都是黨外運動許家班的支持者，他自己也對國民黨黨工在漁會體系的作為有怨言。另一分裂原因，是當時以擲筊決定是否遷廟時，擲筊結果支持原地重建的相關人員反悔，造成信徒集資興建新廟。
新廟的建立消耗新台幣六千萬元以上，而舊廟的重建亦花一億餘元，費用皆出自僅有二、三百戶的蚵間村及在外地創業的村民。昭靈宮舉行建醮儀式時，福興宮尚在重建中，兩廟分庭抗禮、暗中較勁，讓地方人士擔憂。後來1996年採訪時，地方人士則表示分家的真正原因非如各方臆測，且兩廟信徒均已相互走動供奉，無隔閡。在1998年報導時，新屋鄉不到四萬人口，卻就擁有七座大型寺廟，而蚵間村就佔了以上兩間。　

## 祭祀活動

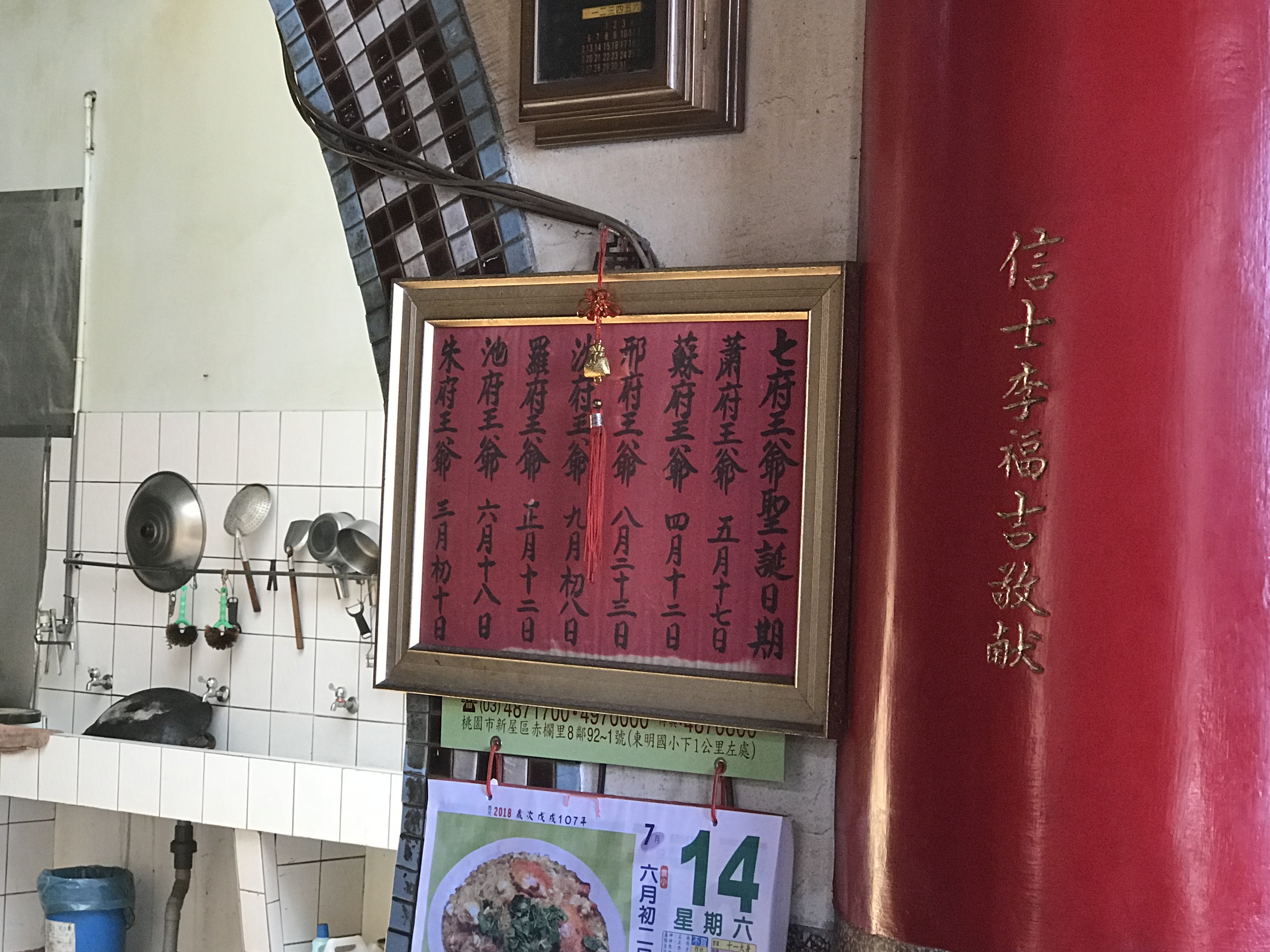
王爺聖誕表

以農曆五月十七日為七位夫人、七府王爺誕辰。其中七位夫人為冊封，王爺則屬於隨從。每年農曆正月十四，蚵間里會有添丁居民的酬神儀式，由福興宮及昭靈宮輪辦，如2008年是後者舉行。